# ساختمان مجلس ملی ارمنستان
ساختمان مجلس ملی ارمنستان (Hayastani Hanrapetut'yan Azgayin Zhoghovi Shenk ارمنی: Հայաստանի Հանրապետության Ազգային ժողովի շենքը; انگلیسی: National Assembly Building of Armenia) در خیابان باقرامیان، ایروان واقع شده‌است. این ساختمان توسط مارک گریگوریان طراحی شده‌است.

## تاریخ
ساختمان مجلس ملی ارمنستان در سال ۱۹۴۷ طراحی شده‌است و ساخت آن در سال ۱۹۴۸ آغاز و در سال ۱۹۵۰ به پایان رسید. این بنا از زمان ساخت و تا زمان استقلال ارمنستان، محل کمیته مرکزی حزب کمونیست ارمنستان بود. در ماه مه ۱۹۹۱ شورای عالی جمهوری ارمنستان به این ساختمان منتقل شد.
از سوی روزنامه بریتانیایی ایندیپندنت از میان ساختمان‌های مجالس ۱۹۳ کشور جهان، ساختمان مجلس ملی ارمنستان را جزء ده ساختمان برتر انتخاب کرده‌است.